# Селезнёв, Александр Владимирович
Алекса́ндр Влади́мирович Селезнёв (22 ноября 1906, Санкт-Петербург — 22 мая 1961, Алма-Ата) — советский артист балета и педагог, художественный руководитель Алма-Атинского хореографического училища (1938—1961), народный артист Казахской ССР (1955).

## Биография
В 1923—1926 годах учился в Ленинградском хореографическом училище. В 1926—1928 годах был солистом танцевального коллектива Ленинградского театра музыкальной комедии, в 1928—1931 годах — передвижного оперного театра в Москве, в 1934 году — Ленинградского театра оперы и балета. В 1936—1937 годах, работая артистом балета в Большом театре, окончил курсы педагогов классического танца.
В 1937—1945 годах работал артистом балета в Казахском театре оперы и балета в Алма-Ате, где в его репертуаре были партии Зигфрида («Лебединое озеро»), Клода Фролло («Эсмеральда»), Петра I («Медный всадник»), Мергенбая («Камбар — Назым» В. В. Великанова).
С 1937 года преподавал в Алма-Атинском хореографическом училище, внёс большой вклад в подготовку национальных кадров. Среди его учеников — народные артисты Казахской ССР Д. Т. Абиров, С. И. Кушербаева, З. М. Райбаев, Б. Г. Аюханов, заслуженные артисты Казахской ССР Р. Тажиева, Л. Таганов, Э. Мальбеков и другие.
Скончался 22 мая 1961 года, похоронен на Центральном кладбище Алма-Аты.
В 2017 году в издательстве «Планета музыки» вышла книга «Наш Александр Селезнев» Л. А. Жуйковой, А. А. Садыковой, Д. Д. Уразымбетова.

## Награды и звания
- Орден Трудового Красного Знамени (3 января 1959) — за выдающиеся заслуги в развитии казахского искусства и литературы и в связи с декадой казахского искусства и литературы в гор. Москве[1]
- Народный артист Казахской ССР (1955)